# Philippe Gache
Philippe Gache (Avignon, 31 mei 1962) is een voormalig Frans autocoureur.
Hij racete in verschillende autosportseries waaronder de Formule 3000 in 1990, 1991 maar heeft zich later gespecialiseerd in off-road racen. Hij nam tussen 2003 en 2006 deel aan de Dakar-Rally. Hij nam ook nog deel aan de Indianapolis 500 in 1992 en reed zeven keer in de 24 uren van Le Mans.